# Krystyna Danilecka-Wojewódzka
Krystyna Danilecka-Wojewódzka (ur. 1 października 1953 w Gdańsku) – polska nauczycielka, przedsiębiorca i działaczka samorządowa, w latach 2014–2018 wiceprezydent, a od 2018 prezydent Słupska.

## Życiorys
Ukończyła studia z filologii polskiej na Uniwersytecie Gdańskim. W 1977 rozpoczęła pracę jako nauczycielka w I Liceum Ogólnokształcącym im. Bolesława Krzywoustego w Słupsku. Od 1993 była w nim wicedyrektorem, a w latach 1997–2006 dyrektorem. Współprowadziła również firmę transportową. Sprawowała także przez kilka lat funkcję rzecznika prasowego prezydenta Słupska i pracowała w wydziale kultury w urzędzie wojewódzkim.
W okresie pięciu kadencji piastowała mandat radnej (zrezygnowała z niego pod koniec kadencji w 2014). W Radzie Miejskiej pełniła m.in. funkcję wiceprzewodniczącej oraz przewodniczącej komisji kultury i edukacji. W wyborach samorządowych w 2010 bezskutecznie ubiegała się o urząd prezydenta Słupska, przegrywając w drugiej turze o 278 głosów z Maciejem Kobylińskim. Od grudnia 2014 była zastępcą prezydenta Słupska Roberta Biedronia, odpowiadając w ratuszu za oświatę, kulturę, sport i pomoc społeczną.
W wyborach samorządowych w 2018 ubiegała się ponownie o urząd prezydenta Słupska z ramienia KWW Krystyny Danileckiej-Wojewódzkiej i Roberta Biedronia, zwyciężając w pierwszej turze z poparciem 53,19% głosujących. W 2024 została wybrana na kolejną kadencję, wygrywając w drugiej turze głosowania.

## Odznaczenia
W 2005 otrzymała Złoty Krzyż Zasługi.